# Lady Terminator
Lady Terminator (indonesi: Pembalasan Ratu Pantai Selatan lit. La Venjança de la reina del Mar del Sud) és una pel·lícula de terror d’acció fantàstica indonèsia del 1988 dirigida per H. Tjut Djalil, també acreditat sota el pseudònim de Jalil Jackson. La pel·lícula és protagonitzada per Barbara Anne Constable, Christopher J. Hart i Claudia Angelique Rademaker, i es considera un mockbuster de la pel·lícula nord-americana de 1984 Terminator.

## Argument
La reina del mar del Sud, una antiga deessa sexual, sedueix els homes abans d'utilitzar una serp que resideix a la seva vagina per emascular-los. Un home aconsegueix agafar la serp, que es converteix en una daga. Enfurismada, la reina maleeixla futura besnéta de l'home. L'any 1989, una antropòloga anomenada Tania està investigant la llegenda de la reina del mar del Sud, la qual cosa fa que bussegi fins al lloc de descans de la reina, i queda lligada a un llit, les mans i les cames ben separades i una serp penetrant a la seva vagina, cosa que permet a la reina prendre el control d'ella.
La Tania s'espanta, massacra civils en una discoteca i persegueix la descendent de l'home, una aspirant a estrella del pop anomenada Erica. Un detectiu de Nova York anomenat Max McNeil investiga els assassinats i coneix l'Erica. La Tania ataca la seu de la policia, disparant i matant nombrosos agents. Després d'escapar de les mans de la Tania, McNeil i Erica tenen relacions sexuals en un bosc. La Tania els rastreja i finalment es crema en una explosió de cotxe. Continua perseguint Erica, que finalment l'apunyala amb el punyal que el seu besavi li va transmetre, destruint la Tània definitivament.

## Repartiment
- Barbara Anne Constable com a Tania Wilson/Lady Terminator
- Christopher J. Hart com a Max McNeil
- Claudia Angelique Rademaker com a Erica
- Ikang Fawzi com a Tom

## Llançament
La pel·lícula es va estrenar a Indonèsia el 1988 i als Estats Units el 10 de juny de 1989. En els darrers anys, la pel·lícula es va projectar al Toronto Underground Film Festival el 2010, al Festival de Cinema de Belfast a Irlanda el 2014 i al Offscreen Film Festival a Bèlgica el 2017.

## Recepció crítica
De crítiques contemporànies, "Lor". de Variety va declarar que la pel·lícula "ofereix principalment un valor de campament i novetat en la seva barreja de situacions grotesques i diàlegs risibles", mentre va assenyalar que "les escenes d'acció estan bé, però els efectes visuals són inferiors". Cliff Doerksen de The Chicago Reader va anomenar la pel·lícula "el tipus de pel·lícula millor descoberta aleatòriament per cable a les 4 de la matinada, però si caves nois amb peixos, el director H. Tjut Djalil us té preparades algunes delícies serioses".
Kyle Anderson de Nerdist va escriure que "la pel·lícula no és bona, però val la pena veure-la perquè és desconcertant".

## Mitjans domèstics
La pel·lícula es va estrenar originalment en VHS el 1989. La pel·lícula es va estrenar en DVD el 2004 per Mondo Macabro.